# Ngựa núi Rocky
Ngựa núi Rocky là một giống ngựa được phát triển ở bang Kentucky ở Hoa Kỳ. Mặc dù tên của nó, nó có nguồn gốc không phải trong dãy núi Rocky, nhưng thay vào đó ở dãy núi Appalachia. Một con ngựa giống được đưa từ miền Tây Hoa Kỳ đến miền đông Kentucky vào khoảng năm 1890, đã bắt đầu cho ra loại Rocky Mountain vào cuối thế kỷ XIX. Vào giữa thế kỷ XX, một con ngựa giống tên là Old Tobe, thuộc sở hữu của một nhà lai tạo nổi tiếng, đã được sử dụng để phát triển loại hiện đại; ngày nay hầu hết ngựa Rocky Mountain đều theo giống từ con ngựa giống này.
Năm 1986, Hiệp hội Ngựa núi Rocky được thành lập vào năm 2005 đã đăng ký hơn 12.000 con ngựa. Giống ngựa này được biết đến với màu lông "sô-cô-la" phổ biến và bờm và đuôi của hạt lanh, kết quả của gen dapple bạc tương đối hiếm có tác dụng trên một lớp lông áo khoác màu đen, được thấy ở phần lớn số ngựa. Ban đầu được phát triển như một con ngựa kiêm dụng, kéo xe và ngựa kéo hạng nhẹ, ngày nay nó được sử dụng chủ yếu để cưỡi ngựa và gia súc làm việc.